# Plinska kromatografija
U plinskoj kromatografiji (eng.: Gas Chromatography - GC) mobilna faza je u plinovitom stanju, a stacionarna faza može biti tekuća ili čvrsta. Mobilna faza (plin nosač) nosi komponente smjese kroz stupac kromatografa. Uzorak se prije uvođenja u stupac mora pretvoriti u plinovito stanje.

## Komponente plinskog kromatografa
- Rezervoar s plinom nosačem
- Regulator tlaka i protoka
- Injektor
- Stupac
- Detektor

Injektor, stupac i detektor se moraju nalaziti u termostatiranom odjelu. Kao plin nosač najčešće se koriste helij, vodik ili dušik. Plinovi moraju biti pročišćeni i ne smiju sadržavati ugljikovodike, kisik ili vodenu paru. Uzorak se unosi putem mikroinjektora ili pomoću automatskog uređaja (autosampler). Injektor ima ulogu da pretvori uzorak u plinovito stanje i pomiješa ga s mobilnom fazom. Postoje dvije vrste stupaca za GC: pakirani i kapilarni stupci. Pakirani stupci, kojise danas manje koriste, su duljine od 1 do 3 metra, a unutarnji promjer je 3 do 6 mm, a punjeni su silikatnim materijalom. Kapilarni stupci se izrađuju od rastaljenog silicijevog dioksida, dobivenog spaljivanjem silicij tetraklorida u prisutnosti kisika. Unutarnji promjer im je od 100 do 530 mikrometara, a duljina od 12 do 100 metara. Kapilarni su stupci fleksibiln i proizvode se kao kružni namotaji.
Postoji više vrsta detektora za GC. Neki su univerzalni, a neki su osjetljivi samo na pojedine komponente. Tipovi detektora za GC su:
- TCD (Detektor termalne provodljivosti)
- FID (Plamen-ionizacijski detektor)
- ECD (Detektor zarobljavanja elektrona)
- NPD (Dušik-fosforni detektor)
- PID (Foto-ionizacijski detektor)

## Vanjske poveznice
- Gas Chromatography  Arhivirana inačica izvorne stranice od 10. siječnja 2008. (Wayback Machine)
- GC help site  Arhivirana inačica izvorne stranice od 2. studenoga 2018. (Wayback Machine)
- GC detectors  Arhivirana inačica izvorne stranice od 17. siječnja 2008. (Wayback Machine)